# 夜麻みゆき
夜麻 みゆき（やま みゆき、1974年10月21日 - ）は、日本の元漫画家。女性。大阪府出身。血液型はA型。代表作は『レヴァリアース』・『刻の大地』など。

## 概要
- 1991年 - 「ドラゴンクエスト4コマクラブ」に参加[4]。
- 1992年 - 『ドラゴンクエスト4コママンガ劇場』第6巻にてデビュー。
- 1994年 - 『レヴァリアース』『幻想大陸』を開始。
- 1996年 - 『刻の大地』を開始。
- 2002年 - 『刻の大地』『不思議の環～RIDDLE～』を隔月連載
- 過労で3ヵ月入院、5年くらいは医者にかかりきりとなり、以降も通院しながら体調に合わせて活動している[5][6][7]。
- 2005年 - 『刻の大地』連載終了のお知らせを雑誌に掲載する。
- 2008年 - 『トリフィルファンタジア』を開始。
- 2011年 - 『Kanon Texte』を1話読み切りで雑誌掲載、以後は同作を含め同人誌を発表した。
- 2015年 - クラウドファンディングにより原画展を開催[8]。
- 2017年 - クラウドファンディングにより[9]、『刻の大地』塔の戦い完結編を無料公開にて連載（メディバン マンガ）。
- 2019年 - クラウドファンディング「漫画『刻の大地』新章「天秤の代理編」制作プロジェクト」を実施[10]
- 2020年 - 『刻の大地　天秤の代理』を無料公開にて連載（ART street）。
- 2024年 - 今後『刻の大地 天秤の代理 3巻』執筆は未定である事をX(旧Twitter)にて報告[11]。
- 2025年 - 漫画は趣味として描いているとX(旧Twitter)にて報告[12]。

## 作風
- コミカルでほのぼのとした表現を基調にしながら、しばしばシリアスなテーマを織り込む。
- キャラクターを幼く表現する手法に特徴があり、いくつかの作品には共通して「ペロキャン」が登場する[13][14][15][16][17]。
- 『ドラゴンクエスト4コママンガ劇場』では各タイトルの主人公を目の細いキャラクターで描いた。
- 『ゼルダの伝説4コママンガ劇場』では題名を一貫して「リンクと-」にした。

## 休業前後の経緯
掲載誌の移籍
『刻の大地』の連載中、2000年8月(9月号)を最後に4年間在籍した『月刊少年ガンガン』を離れ、同年11月に『月刊Gファンタジー』12月号で連載を再開した。
連載の隔月化と掛持ち
掲載誌を移籍してから1年3ヵ月後の2002年2月、作品内容の充実を目的として連載頻度を隔月化した。その一方で翌3月、一賽舎『コミックZERO-SUM』創刊号にて「不思議の環～RIDDLE～」の連載を開始。両作品を毎月交互に進める形となった。
休載
連載の掛持ちを始めた翌月に『刻の大地』を休載、同2002年末からは両作品ともほぼ毎月休載した。2003年10月には『月刊Gファンタジー』に書面を載せ、長期の休載で読者に心配を掛けたことを詫び、再開の意思を示した。同年12月には『刻の大地』の再開準備として、同作品の短編である「オッツ・キイムnote」を始めた。しかし体調は優れず、この作品も翌月を最後に休止した。その後、各作品について両誌で告知し、もうしばらくの休載を伝えた。このときGファンタジーには体調不良である旨も載せた。
連載の終了と中止
2005年3月に再度両誌で告知し、悔やみながらも『刻の大地』は未完のまま終了、「不思議の環～RIDDLE～」は連載中止とした。このとき『刻の大地』について本人は「終了」と記したが、Gファンタジー編集部は「一旦連載を終了」と言葉を濁した。
復帰
2007年後半に執筆を再開し、12月に『トリフィルファンタジア』の連載を発表した。この発表の際、未完作品についての所感を表した。それによれば『刻の大地』に再開の見込みはないとしていたが、2017年10月26日より「メディバン マンガ」で連載を再開した。「不思議の環～RIDDLE～」については再開の意思を示したが、再開時期は公表していない。

## 作品リスト

### 漫画
- レヴァリアース（1994-1996年、月刊ガンガンファンタジー-月刊Gファンタジー、エニックス）

Gファンタジーコミックス：全3巻
愛蔵版コミックス：全2巻（エニックス、1998年）
Webコミック（マンガ図書館Z、2011年）
完全版コミックス：全2巻（復刊ドットコム、2012年）
- 幻想大陸（1994-1996年、月刊少年ギャグ王、エニックス）

ギャグ王コミックス：全2巻
愛蔵版コミックス：全1巻（エニックス、1998年）
Webコミック（マンガ図書館Z、2011年）
完全版コミックス：全1巻（復刊ドットコム、2013年）
- 刻の大地（1996-2002年、少年ガンガン-月刊少年ガンガン-月刊Gファンタジー、エニックス）

ガンガンコミックス：1～8巻
Gファンタジーコミックス：9・10巻
愛蔵版コミックス：全6巻（復刊ドットコム、2013-2014年）
Webコミック（マンガ図書館Z、2014年）
塔の戦い完結編
　Android版、iOS版、PC版（2017-2018年、メディバン）
　書籍版：全1巻（主婦の友社）
天秤の代理：WEB版（2020年、メディバン）
- 不思議の環～RIDDLE～（2002-2003年、コミックZERO-SUM、一賽舎）
- オッツ・キイムnote（2003年、月刊Gファンタジー、スクウェア・エニックス）
- トリフィルファンタジア（2008-2009年、月刊Gファンタジー、スクウェア・エニックス）

Gファンタジーコミックス：全2巻
- Kanon Texte（2011年、コミックZERO-SUM増刊WARD No.024、一迅社）

Kanon Texte / Opening（復刊ドットコム、2015年）

### 画集
- オッツ キイム―夜麻みゆき画集（エニックス、1998年）
- 夜麻みゆき画集 オッツ・キイム幻想（復刊ドットコム、2015年）